# Vùng của Thái Lan

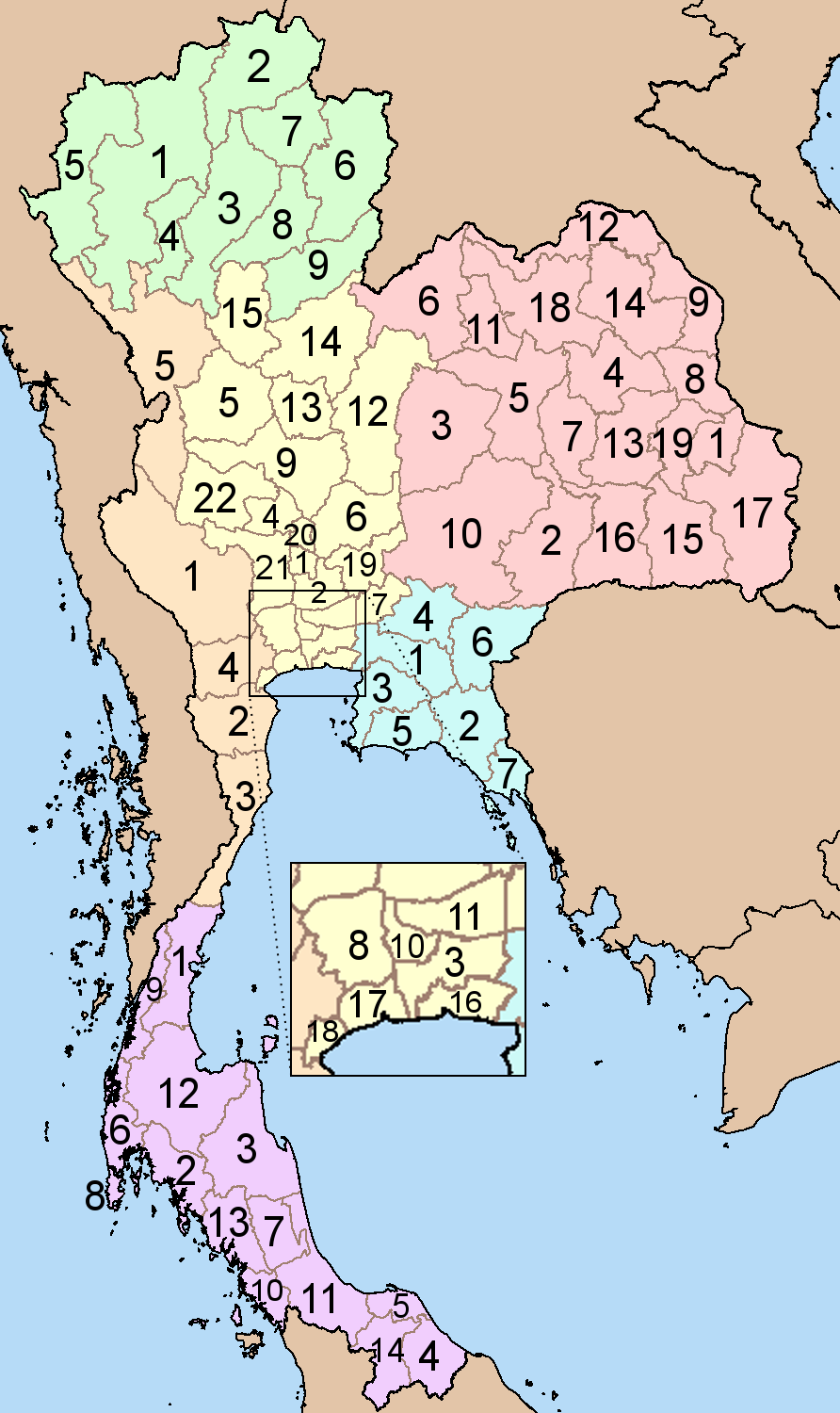
Bản đồ 76 tỉnh của Thái Lan được chia thành 6 vùng

Thái Lan được chia thành các vùng khác nhau, trong đó đáng chú ý nhất là hệ thống sáu vùng, được sử dụng trong các nghiên cứu địa lý và hệ thống bốn vùng hành chính cũ do Bộ Nội vụ Thái Lan quy định. Vùng là cấp lớn nhất ở Thái Lan. Trái với tỉnh, các vùng không mang các đặc điểm hành chính, nhưng việc phân chia thành các vùng thường được dùng trong thống kê và các mục đích địa lý khác.

## Hệ thống sáu vùng
Hệ thống sáu vùng được Hội đồng Địa lý Quốc gia (Thái Lan) quy định năm 1978, cụ thể như sau:
- Miền Bắc Thái Lan
- Vùng Đông Bắc Thái Lan
- Miền Tây Thái Lan
- Miền Trung Thái Lan
- Miền Đông Thái Lan
- Miền Nam Thái Lan

## Hệ thống bốn vùng
Hệ thống bốn vùng gồm có:
- Miền Bắc Thái Lan
- Vùng Đông Bắc Thái Lan
- Miền Trung Thái Lan
- Miền Nam Thái Lan